# أوتفريد تشونغ
أوتفريد تشونغ (بالإنجليزية: Otfried Cheong)‏ (المعروف سابقا باسم أوتفريد شوارزكوف - بالإنجليزية: Otfried Schwarzkopf) وهو أستاذ ألماني يعمل في مجال الهندسة الرياضية الحاسوبية في كوريا الجنوبية في المعهد الكوري المتقدم للعلوم والتكنولوجيا KAIST. وهو معروف كواحد من المؤلفين المشاركين في قائمة كتب الهندسة التحسيبية المستخدمة على نطاق واسع "الهندسة الحاسوبية - الخوارزميات والتطبيقات"
أكمل تشيونغ شهادة الدكتوراه من جامعة برلين الحرة في عام 1992 تحت إشراف هيلموت ألت. انضم إلى المعهد الكوري المتقدم للعلوم والتكنولوجيا KAIST في عام 2005، بعد أن شغل مناصب سابقة في جامعة أوتريخت، وجامعة بوهانج للعلوم والتكنولوجيا، وجامعة هونغ كونغ للعلوم والتكنولوجيا، وجامعة آيندهوفن للتكنولوجيا..
كان تشونغ الرئيس المشارك لندوة الهندسة الحاسوبية في عام 2006، مع نينا آمينتا. في عام 2017، تم الاعتراف به من قبل رابطة مكائن الحوسبة كعالم متميز.

## وصلات خارجية
- أوتفريد تشونغ منشورات مفهرسة من قبل جوجل سكولار
- Home page